# Падерки-Казенные
Падерки-Казенные — деревня в Куйбышевском районе Калужской области России в составе сельского поселения «Поселок Бетлица».

## География
Входит в группу деревень (включая также Падерки-Васюки, Падерки-Фирсы и Падерки-Кабачи), расположенных вдоль реки Падерки.

## История
Деревня входила в Бутчинскую волость Жиздринского уезда.
Не позднее 1892 года в деревне была основана школа грамотности.

## Население
| 2002 | 2010 |
| ---- | ---- |
| 47   | ↘39  |

Историческая численность населения:
в 1834 году — 189, в 1859 — 258, в 1892 — 212, в 1913 — 227 человек.

## Инфраструктура
Личное подсобное хозяйство.

## Транспорт
Деревня стоит на автодороге регионального значения «Киров — Бетлица». Остановка общественного транспорта «Падерки-Казенные».